# Festival Internacional de Cine de Cannes de 2003
El 56° Festival Internacional de Cine de Cannes de 2003 se celebró del 14 al 25 de mayo de 2003. La Palma de Oro la recibió la cinta Elephant de Gus Van Sant basada en la masacre de la Escuela de Columbine.
El festival se abrió con Fanfan la Tulipe, dirigida por Gérard Krawczyk y se cerró con Charlie: The Life and Art of Charles Chaplin, dirigida por Richard Schickel. Monica Bellucci fue la maestra de ceremonias.

## Jurado

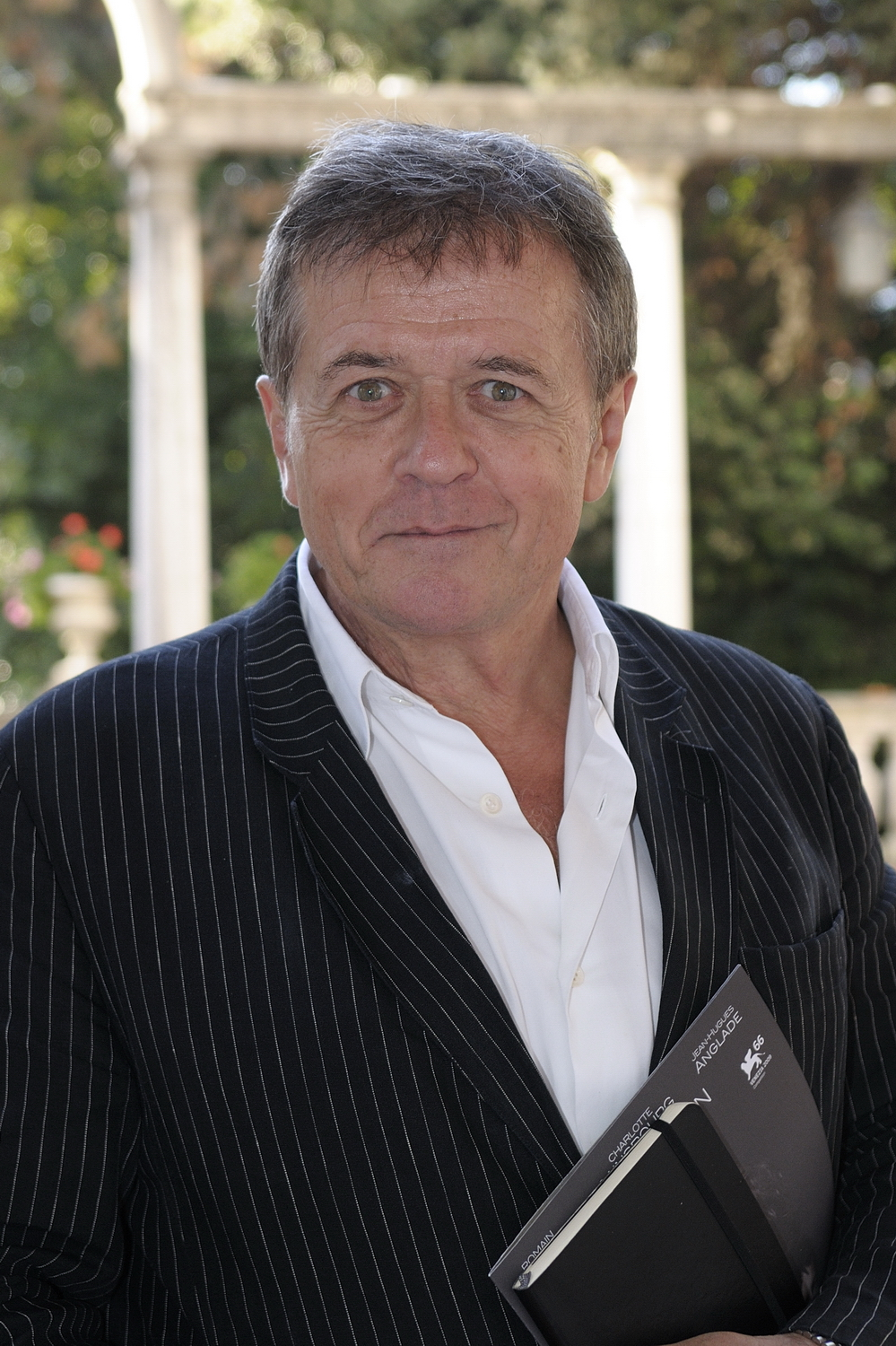
Patrice Chéreau, presidente del jurado.

Las siguientes personas fueron nombradas para formar parte del jurado de la competición principal en la edición de 2003:
- Patrice Chéreau, presidente (Francia).
- Aishwarya Rai (India).
- Meg Ryan (Estados Unidos).
- Karin Viard (Francia).
- Erri De Luca (Italia).
- Jean Rochefort (Francia).
- Steven Soderbergh (Estados Unidos).
- Danis Tanovic (Bosnia).
- Jiang Wen (China).

### Un Certain Regard
Las siguientes personas fueron nombradas para formar parte del jurado de Un Certain Regard:
- Abderrahmane Sissako (director) (Mauritania) Presidente
- Alexis Campion
- Christine Masson
- Geoff Andrew
- Jannike Ahlund
- Pierre Todeschini

### Cinéfondation y cortometrajes
Las siguientes personas fueron nombradas para formar parte del jurado de Cinéfondation y la competición de cortometrajes:
- Emir Kusturica (director) (Serbia y Montenegro) Presidente
- Ingeborga Dapkunaite (actriz) (Lituania)
- Mary Lea Bandy (directora del Patrimoine Au Moma) (EE. UU.)
- Michel Ocelot (director) (Francia)
- Zabou Breitman (actriz, director) (Francia)

### Camera d'Or
Las siguientes personas fueron nombradas para formar parte del jurado de la Cámara de Oro de 2003:
- Wim Wenders (director) (Alemania)
- Agnès Godard (cinematográfo) (Francia)
- Alain Champetier (Representatante de las empresas técnicas) (Francia)
- Bernard Uhlmann (cinéfilo) (Suiza)
- Christian Vincent (director) (Francia)
- Claude Makovski (cinéfilo) (France)
- Géraldine d'Haen (secretario del jurado) (Francia)
- Gian Luca Farinelli (cinéfilo) (Italia)
- Laurent Aknin (crítico) (Francia)

## Selección oficial

### En competición – películas
Las siguientes películas compitieron por la Palma d'Or:
- Akarui mirai de Kiyoshi Kurosawa.
- The Brown Bunny de Vincent Gallo.
- Carandiru de Héctor Babenco.
- Ce jour-là de Raúl Ruiz.
- Dogville de Lars von Trier.
- Elephant de Gus Van Sant.
- Il cuore altrove de Pupi Avati.
- La Petite Lili de Claude Miller.
- Les Côtelettes de Bertrand Blier.
- Les Invasions barbares de Denys Arcand.
- Les égarés de André Téchiné.
- Mystic River de Clint Eastwood.
- Padre e hijo de Alexander Sokurov.
- A las cinco de la tarde de Samira Makhmalbaf.
- Sharasojyu de Naomi Kawase.
- Swimming Pool de François Ozon.
- The Tulse Luper Suitcases, Part 1: The Moab Story de Peter Greenaway.
- Tiresia de Bertrand Bonello.
- Uzak de Nuri Bilge Ceylan.
- Zǐ Húdié de Lou Ye.

## Un certain regard
Las siguientes películas fueron seleccionadas para competir en Un Certain Regard:
- All Tomorrow's Parties de Yu Lik-wai.
- American Splendor de Shari Springer Berman, Robert Pulcini.
- A Story That Begins at the End de Murali Nair.
- Drifters de Wang Xiaoshuai.
- En jouant 'Dans la compagnie des hommes' de Arnaud Desplechin.
- Hoy y mañana de Alejandro Chomski
- Japanese Story de Sue Brooks.
- Kiss of Life de Emily Young.
- La cruz del sur de Pablo Reyero.
- La meglio gioventù de Marco Tullio Giordana.
- Les mains vides de Marc Recha.
- Mille mois de Faouzi Bensaïdi.
- Lu bin xun piao liu ji de Lin Cheng-sheng.
- September de Max Färberböck.
- Soldados de Salamina de David Trueba.
- Stormviðri de Sólveig Anspach.
- Struggle de Ruth Mader.
- Crimson Gold de Jafar Panahi.
- Young Adam de David Mackenzie.

## Películas fuera de competición
Las siguientes películas fueron seleccionadas para exhibirse fuera de competición:
- Charlie: The Life and Art of Charles Chaplin de Richard Schickel.
- Claude Sautet ou La magie invisible de N. T. Binh.
- Easy Riders, Raging Bulls de Kenneth Bowser.
- Fanfan la Tulipe de Gérard Krawczyk.
- Ghosts of the Abyss de James Cameron.
- El grito de angustia del ave depredadora — Recortes de abril de Nanni Moretti.
- Mansion de The Lake de Lester James Peries.
- El tiempo del lobo de Michael Haneke.
- Les marches etc... (une comédie musicale) de Gilles Jacob.
- Les triplettes de Belleville de Sylvain Chomet.
- Tiempos modernos de Charlie Chaplin.
- Qui a tué Bambi? de Gilles Marchand.
- S-21: La máquina de matar de los jemeres rojos de Rithy Panh.
- The Fog of War de Errol Morris.
- The Last Customer de Nanni Moretti.
- The Matrix Reloaded de las hermanas Wachowski.
- The Soul of a Man de Wim Wenders.
- Vai e Vem de João César Monteiro.

## Cinéfondation
Las siguientes películas fueron seleccionadas para exhibirse en la competición Cinéfondation:
- 19 At 11 de Michael Schwartz
- Am See de Ulrike von Ribbeck
- Bezi zeko bezi de Pavle Vuckovic
- Dremano oko de Vladimir Perisic
- Fish Never Sleep de Gaëlle Denis
- Five Deep Breaths de Seith Mann
- Free Loaders de Haim Tabakman
- Historia del desierto (corto) de Celia Galan Julve
- Hitokoroshi no ana de Ikeda Chihiro
- Le pacte de Heidi Maria Faisst
- Like Twenty Impossibles de Annemarie Jacir
- Mechanika de David Sukup
- Rebeca a esas alturas de Luciana Jauffred Gorostiza
- Stuck de Jeremy Roberts
- The Box Man de Nirvan Mullick
- The Water Fight de Norah McGettigan
- TV City de Alejandra Tomei, Alberto Couceiro
- Empty for Love de Vimukthi Jayasundara
- Wonderful Day de Hyun-Pil Kim
- Zero de Carolina Rivas

### Cortometrajes en competición
Los siguientes cortos compitieron para Palma de Oro al mejor cortometraje:
- Cracker Bag de Glendyn Ivin
- L'enfant promis de Marsa Makris
- Fast Film de Virgil Widrich
- La fenêtre ouverte de Philippe Barcinski
- L'homme le plus beau du monde de Alicia Duffy
- L'homme sans tête de Juan Solanas
- Je germe de Esther Rots
- Mon frère aveugle de Sophie Goodhart
- Neige au mois de Novembre de Karolina Jonsson

## Secciones paralelas

### Semana Internacional de la Crítica
Las siguientes películas fueron seleccionadas para ser proyectadas para la 42ª Semana de la Crítica (42e Semaine de la Critique):
Películas en competición
- 20H17, Rue Darling de Bernard Edmond (Canadá)
- Deux Fereshté (Two Angels) de  Mamad Haghighat (Irán)
- Elle est des nôtres de  Siegrid Alnoy (Francia)
- Entre ciclones de Enrique Colina (Cuba)
- Milwaukee, Minnesota de  Allan Mindel (EE.UU.)
- Reconstruction de  Christoffer Boe (Dinamarca)
- Since Otar Left (Depuis qu'Otar est parti...) de  Julie Bertucelli y Julie Bertucelli (Francia, Bélgica)

Cortometrajes en competición
- Belarra de Koldo Almandoz (España)
- Derrière les fagots de Ron Dyens (Francia)
- Love Is the Law de Eivind Tolas (Noruega)
- Maste de Erik Rosenlund (Suecia)
- La Petite Fille de Licia Eminenti (Francia)
- The Truth About the Head de Dale Heslip (Canadá)
- Turangawaewae de Peter Burger (New Zealand)

Pases especiales
- Off the map de Campbell Scott (United States) (opening film)
- Camarades de Marin Karmitz (France) (La séance du Parrain)
- Condor : les axes du mal de Rodrigo Vasque (France) (Documentary)
- Araki – The Killing of a Japanese Photographer de Anders Morgenthaller (Denmark) (Short film)
- Good Night (film) de Chun Sun-Young (South Korea) (Short film)
- Nosferatu Tango de Zoltán Horváth (Switzerland, France) (Short film)
- B.B. & Il Cormorano de Edoardo Gabbriellini (Italy) (closing film)

### Quincena de Realizadores
Las siguientes películas fueron exhibidas en la Quincena de Realizadores de 2003 (Quinzaine des Réalizateurs):
- Bright Leaves (doc.) de Ross McElwee (EE.UU., Gran Bretaña)
- Carême de José Álvaro Morais (Portugal)
- La chose publique de Mathieu Amalric (France)
- Cry No More (Les Yeux secs) de Narjiss Nejjar (Francia, Marruecos)
- Deep Breath de Parviz Shahbazi (Irán)
- Feathers in My Head (Des plumes dans la tête) de Thomas De Thier (Bélgica, Francia)
- Gozu de Takashi Miike (Japan)
- Las horas del día de Jaime Rosales (España)
- Interstella 5555 de Kazuhisa Takenouchi (Japan, France)
- L'Isola de Costanza Quatriglio (Italy)
- James' Journey to Jerusalem de Ra'anan Alexandrowicz (Israel)
- Historias de cocina (Salmer fra Kjøkkenet) de Bent Hamer (EE.UU., Norway)
- Kleine Freiheit de Yüksel Yavuz (Germany)
- Les Lionceaux de Claire Doyon (Francia)
- Love Film (Filme de amor) de Júlio Bressane (Brasil)
- Mike Brant - Laisse moi t'aimer (doc.) de Erez Laufer (Francia, Israel)
- Le Monde vivant de Eugène Green (Francia, Bélgica)
- The Mother de Roger Michell (Gran Bretaña)
- Naked Childhood (L'enfance nue) de Maurice Pialat (Francia)
- Niki and Flo (Niki Ardelean, colonel în rezerva) by Lucian Pintilie (Romania, Francia)
- No pasarán, album souvenir (doc.) de Henri-François Imbert (Francia)
- No Rest for the Brave (Pas de repos pour les braves) de Alain Guiraudie (Francia, Austria)
- Osama de Siddiq Barmak (Afganistán, Países Bajos, Japón, Irlanda, Irán)
- Saltimbank de Jean-Claude Biette (France)
- Seducing Doctor Lewis (La grande séduction) de Jean-François Pouliot (Canadá)
- The Forest (Le Silence de la forêt) de Bassek ba Kobhio, Didier Ouénangaré (Camerún, Francia)
- Sansa de Siegfried (España, Francia)
- Les Terres de l'ogre de Sami Kafati (Honduras, Francia)
- Watermark de Georgina Willis (Australia)
- A Mulher que Acreditava ser Presidente dos Estados Unidos da América de João Botelho (Portugal)

## Palmarés

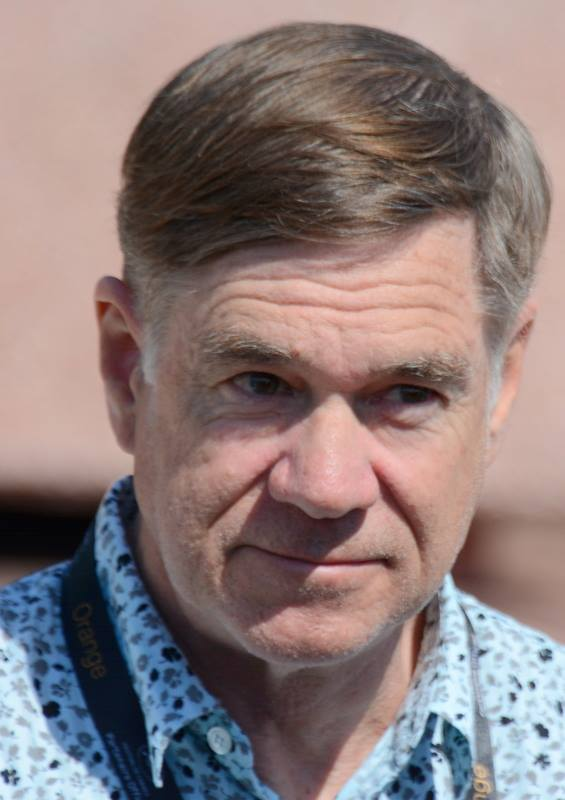
Gus Van Sant, ganador de la Palma de Oro

Los galardonados en les secciones oficiales de 2003 fueron:
- Palma de Oro: Elephant de Gus Van Sant
- Gran Premio del Jurado: Uzak de Nuri Bilge Ceylan
- Premio del Jurado: A las cinco de la tarde de Samira Makhmalbaf
- Mejor Actor: Muzaffer Özdemir y Emin Toprak por Uzak
- Mejor Actriz: Marie-Josée Croze por Las invasiones bárbaras
- Mejor Director: Elephant de Gus Van Sant
- Mejor Guion: Las invasiones bárbaras de Denys Arcand

Un Certain Regard
- Premio Un Certain Regard: La meglio gioventù de Marco Tullio Giordana
- Le Premier Regard Award: Mille mois de Faouzi Bensaïdi
- Premio del jurado Un Certain Regard: Talaye sorkh de Jafar Panahi

Cinéfondation
- Primer premio: Beži zeko beži de Pavle Vučković
- Segundo premio: Historia del desierto de Celia Galan Julve
- Tercer premio: TV City de Alejandra Tomei and Alberto Couceiro & Rebeca a esas alturas de Luciana Jauffred Gorostiza

Càmera d'Or
- Caméra d'Or: Reconstruction de Christoffer Boe
- Caméra d'Or - Mención especial: Osama de Siddiq Barmak

Cortometrajes
- Palma de Oro al mejor cortometraje: Cracker Bag de Glendyn Ivin
- Premio del jurado: L'homme sans tête de Juan Solanas

### Premios independientes
Premio FIPRESCI
- - Las horas del día de Jaime Rosales (Quincena de realizadores)
  - Padre e hijo de Alexander Sokurov (Competición)
  - American Splendor de Shari Springer Berman, Robert Pulcini (Un Certain Regard)

Premio Vulcain al mejor artista técnico
- Premio Vulcain: Tom Stern por la fotografía en Mystic River

Jurado Ecuménico
- Premio del Jurado Ecuménico: A las cinco de la tarde de Samira Makhmalbaf

Premio de la Juventud
- Mille mois de Faouzi Bensaïdi

Semana Internacional de la Crítica
- Premio de la semana de la crítica: Since Otar Left (Depuis qu'Otar est parti...) de Julie Bertucelli
- Prix de la (Toute) Jeune Critique: Milwaukee, Minnesota de Allan Mindel
- Premio Canal+: Love Is the Law de Eivind Tolas
- Premio Kodak al mejor corto: The Truth About the Head de Dale Heslip
- Premio de la crítica joven - Mejor corto: The Truth About the Head de Dale Heslip
- Premio de la crítica joven - Mejor largo: Milwaukee, Minnesota de Allan Mindel
- Grand Rail d'Or: Since Otar Left (Depuis qu'Otar est parti...) de Julie Bertucelli
- Petit Rail d'Or: Love Is the Law de Eivind Tolas

Otros premios
- Palma de Oro de Honor: Jeanne Moreau[14]
- Cinema Prize of the French National Education System: Elephant de Gus Van Sant
- Golden Coach: Mystic River de Clint Eastwood

Premios de la Quincena de Realizadores
- Premio AFCAE: Osama de Siddiq Barmak

Association Prix François Chalais
- François Chalais Award: S-21: The Khmer Rouge Killing Machine (S-21, la machine de mort Khmère rouge) by Rithy Panh[15]
- Premio de France Culture:
  - Cineasta extranjero del año: Heremakono de Abderrahmane Sissako
  - Cineasta francés del año: Choses secrètes de Jean-Claude Brisseau

## Media
- INA: Opening of the 2003 Festival (commentary in French)
- INA: List of winners of the 2003 Festival and reactions (commentary in French)